# Eustrotia micardoides
Eustrotia micardoides är en fjärilsart som beskrevs av Emilio Berio 1954. Eustrotia micardoides ingår i släktet Eustrotia och familjen nattflyn. Inga underarter finns listade i Catalogue of Life.